# Joseph Bodin de Boismortier
Pour les articles homonymes, voir Bodin et Boismortier.
Joseph Bodin de Boismortier est un compositeur français né le 23 décembre 1689 à Thionville et mort à Roissy-en-Brie le 28 octobre 1755.

## Biographie

### Famille
Son père, Étienne Bodin (1652-1730), affublé du sobriquet « Boismortier » était un ancien militaire originaire, par son grand-père Michel, des confins du Berry et de la Touraine (Selles-sur-Nahon) près de Châteauroux. Après un passage à Laval, Étienne entre en garnison au régiment du Soissonais cantonné à Thionville et obtient une dispense de ses obligations militaires afin d'épouser, le 7 avril 1687, Lucie Gravet (1665-1738), une jeune fille du cru. Il met à profit la tradition familiale en devenant marchand confiseur, à l'ombre de la Cathédrale Saint-Étienne de Metz. 
Ils ont quatre enfants : 
- Dès le 24 mars 1688, un premier enfant voit le jour : une fille, Marie. Appelée à devenir maîtresse tailleuse dès 1712, elle épousera, le 8 avril 1720 dans la paroisse Sainte-Croix de Metz[1], Jean Bouchotte, 35 ans, marchand boutonnier. Leur fils, Jean-Didier, caissier de l'Extraordinaire des Guerres puis receveur-payeur des gages des officiers du parlement, aura lui-même plusieurs enfants dont Jean-Baptiste Noël Bouchotte, éminent ministre de la guerre sous la Convention, entre 1793 et 1794.
- Joseph en 1689

- Le 18 novembre 1691, à Thionville toujours, une petite Catherine est baptisée.
- Enfin, le 29 septembre 1700 est enregistré le décès de Marie-Thérèse, à Metz cette fois, avant qu'on ait eu le temps de la faire passer sur les fonts.

Pour achever ce portrait de famille, une lettre datée du 11 janvier 1753 et adressée par Boismortier au surintendant des Beaux-arts, atteste l'existence d'un peintre, Pierre Etienne, qui fut effectivement reçu dans sa corporation messine le 28 mars 1719.
Boismortier est alors très probablement destiné à reprendre la boutique de son père mais ses talents déjà perceptibles le font embrasser une tout autre voie.

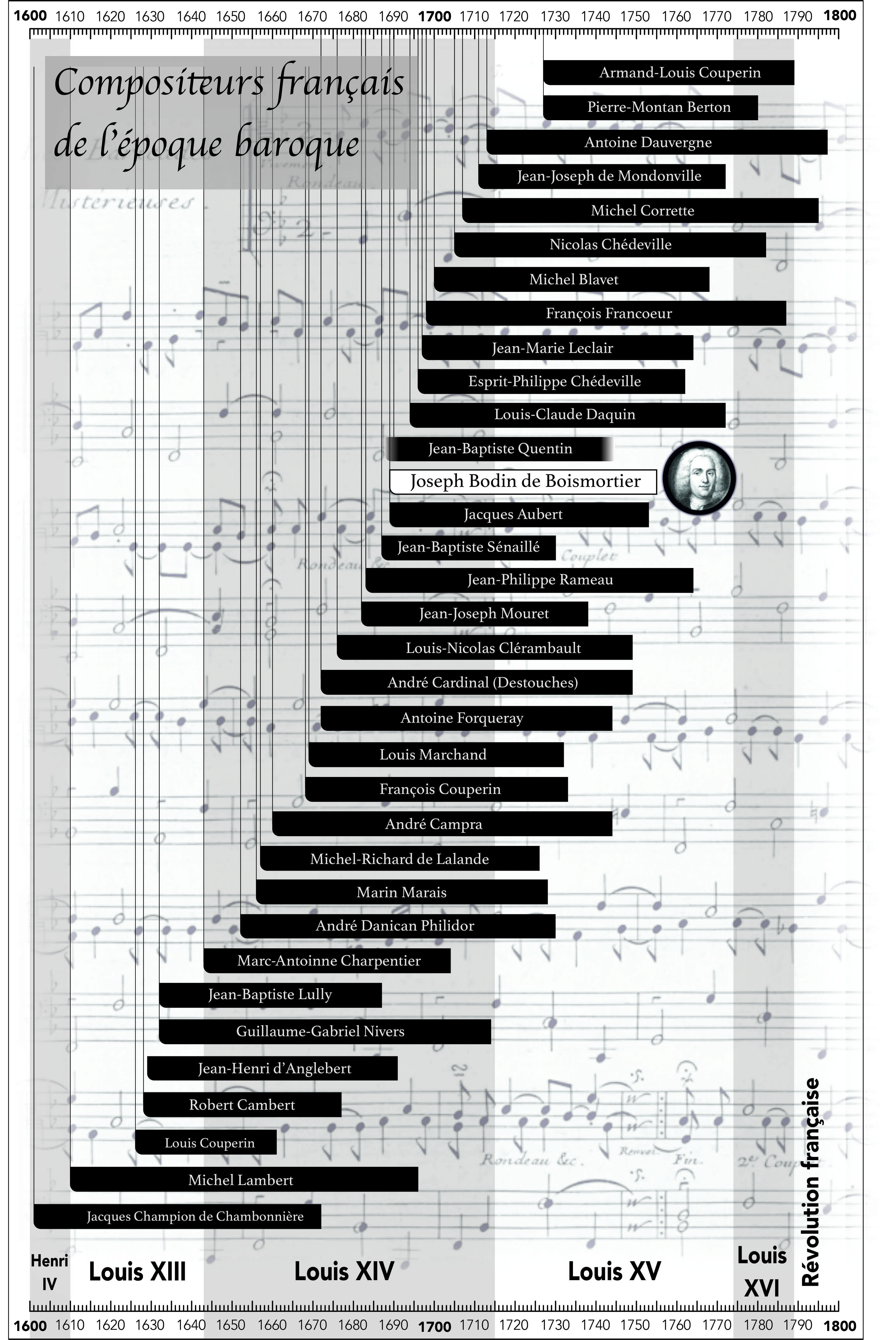
Joseph Boismortier parmi ses contemporains baroques français.

### Formation
Encore récemment, le plus grand flou régnait sur cette première période. Soucieux de prêter à l'adolescent un professeur prestigieux, on avait supposé que Joseph Bodin avait pu suivre l'enseignement d'Henry Desmarest, alors en exil lorrain depuis 1707. Il n'en est rien. En 1702, il chante en effet avec son frère à l'église messine de Saint-Gorgon, certaines parties du motet Parce mihi Domine de la composition de Joseph Valette de Montigny. Ce dernier, originaire de Béziers, était venu en Lorraine dans la suite du vicomte d'Andrezel, conseiller du Grand Dauphin, et nommé depuis 1701, subdélégué à l’Intendance d’Alsace. Les deux personnages auront une importance capitale dans la suite de la vie de Boismortier ; le jeune homme composant sans doute ses premières pièces en Lorraine. Pour fuir l'avenir de confiseur qui l'attendait, Boismortier accepte, en 1713, de s'expatrier en Roussillon. Il y arrive à Perpignan comme receveur de la Régie Royale des Tabacs pour les troupes en Roussillon. L'achat d'une telle charge suppose une aide financière plutôt qu'une donation paternelle.

### Perpignan

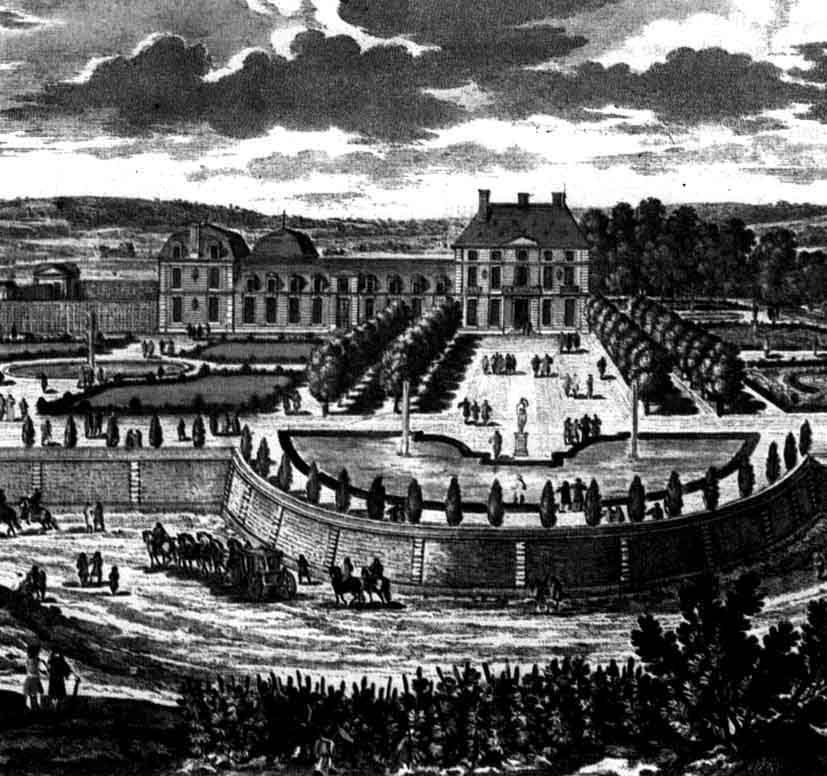
Vue du pavillon de l'Aurore au château de Sceaux (coll. privée).

En place dans le quartier Saint-Jean de Perpignan, Boismortier épouse le 20 novembre 1720, à la cathédrale, Marie Valette, nièce de son professeur languedocien et fille d'orfèvres enrichis. Il s'établit alors dans la demeure familiale, au no 7 de la rue de l'Argenterie Vella ; maison dont il ne tarde pas à hériter au décès de son beau-père, le 18 mars 1722. Tombe également dans son escarcelle, « une vigne située au terroir de Vernet, de deux ayminattes et trois cartonattes »…
Le 15 novembre de la même année, voit le jour la première fille du compositeur, Suzanne, appelée à un avenir littéraire aussi doré que celui musical de son père.
Le vicomte d'Andrezel ayant suivi Boismortier et Montigny dans l'antique capitale catalane pour y exercer la charge d'intendant en Roussillon, Cerdagne et Comté de Foix, il profite de son influence pour inciter Boismortier à envoyer, dès 1721 à l'éditeur parisien Christophe Ballard, un premier air sérieux et à boire pour tester le marché. La réussite est au rendez-vous, ce qui décide le compositeur à quitter ses fonctions et à se lancer dans l'aventure. Il quitte Perpignan et, sur le chemin qui le mène à Paris durant l'hiver 1723, fait une courte halte au château de Sceaux, chez la duchesse du Maine, pour y donner une cantate française, Le Printemps. Certes, l'éclat des grandes « Grandes Nuits de Sceaux » de cette cour frondeuse a pâli mais il y rencontre notamment Nicolas Bernier, Joseph Mouret ou Charles-Hubert Gervais, dans le cercle des Chevaliers de la Mouche à Miel.

### Paris

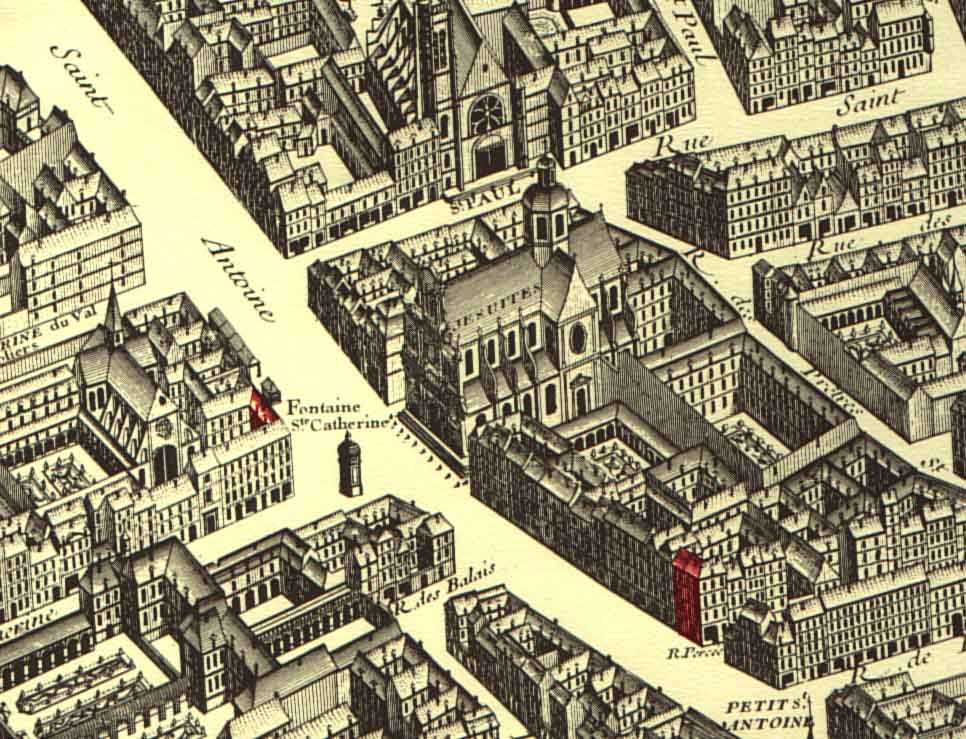
Vue du quartier Saint-Antoine. Détail du plan de Turgot, 1739.

Il s'établit alors rue Saint-Antoine, « derrière la barrière des sergens » devant les Grands Jésuites, quartier où reviendra d'ailleurs son épouse après sa mort (elle y sera inhumée). Il obtient un premier privilège d'impression, le 29 février 1724, qui lui permet de publier quatre livres de sonates à deux flûtes sans basse, sorte de choix de ses meilleurs essais :

« Comme il y a près d'un an qu'il court a Paris douze Sonates a deux Flûtes-Traversières de ma composition, copiées a la main, et que les Copistes y ont glissé plusieurs fautes essentielles ; j'ay resolu, en y en adjoûtant douze nouvelles, de les donner moy-même au public en quatre Livres, ou dans chacun il y en aura trois des premières et trois des nouvelles. Si le public me fait la grâce de gouter ce premier, je les donneray de suite. »

C'est alors le début d'une carrière exemplaire, totalement dégagée des nécessaires protections que ses collègues Naudot, Braun, Blavet, Corrette ou Leclair ne rechignaient pas à accepter. Boismortier met un point d'honneur à ne devoir sa réussite qu'à lui seul. Tout juste s'autorise-t-il à publier en préface à sa première œuvre une fausse dédicace à d'Andrezel, ce qui n'est en fait qu'une marque d'amitié sincère. Plus encore que ces hommages nécessaires, ce sont les nombreux poèmes que Boismortier choisira de publier en tête de ses ouvrages qui achèveront de dresser de lui un portrait des plus attachants. Flattant les dames, rencontrant les plus grands noms de la noblesse parisienne, parcourant les salons vêtu de son plus bel habit doré, homme jovial, plaisant et de bonne compagnie, Boismortier ajoutait à son talent de compositeur celui de poète comme nous le laissait entendre Jean-Benjamin de Laborde : 

« Il faisait des vers à la manière de Scarron, dont quelques-uns couraient dans les sociétés… »

Malgré son talent reconnu, Bodin était également réputé pour avoir été tellement distrait qu'il en était incapable de diriger ses propres œuvres, dont il préférait alors confier la direction à d'autres.

## Œuvres

### De nombreuses pièces instrumentales
Boismortier privilégiant dans ses premiers opus les instruments à vent, et plus particulièrement la flûte traversière dont il jouait, s'inscrit dans la lignée des duos de Michel de La Barre ou de Hotteterre, usant d'un contrepoint savant et décuplant l'émotion que donne la savante imbrication des voix. Mais il garde déjà à l'esprit l'influence italienne grandissante à Paris en ces années 1720. Il s'inscrit d'emblée dans un mouvement pastoral et populaire prisé de la noblesse et de la bourgeoisie, qui se piquent de jouer dans leurs salons, pour une société choisie, quelques sonates ou duos bien spirituels. 

« Les instrumens auxquels on s'attachoit le plus en ce temps-là à Paris, sont le Clavessin et la Flûte traversière ou Allemande. Les François jouent aujourd'hui de ces instrumens, avec une délicatesse non pareille. »

De là est venue la tradition mercantile de Boismortier, privilégiant la quantité plutôt que la qualité, relayée une nouvelle fois par Laborde : 

« Boismortier parut dans le temps où l'on n'aimait que la musique simple et fort aisée. Ce musicien adroit ne profita que trop de ce goût à la mode et fit pour la multitude des airs et des duos sans nombre, qu'on exécutait sur les flûtes, les violons, les hautbois, les musettes, les vielles, etc. Cela eut un très grand débit ; mais malheureusement il prodigua trop de ces badinages harmoniques, dont quelques-uns surtout étaient semés de saillies agréables. Il abusa tellement de la bonhomie de ses nombreux acheteurs qu'à la fin on dit de lui : Bienheureux Boismortier, dont la fertile plume/Peut tous les mois, sans peine, enfanter un volume. Boismortier pour toute réponse à ses critiques, disait : Je gagne de l'argent. »

La plus grande partie de son œuvre comprend donc des pièces destinées à son instrument. Ses amitiés également furent précieuses. Ses contacts avec le Bordelais Pierre Labbé sont attestés par l'Avertissement à son œuvre 26 :

« Comme je ne joue pas assez bien du violoncelle pour juger moi-même de ces pièces j'ai prié Monsieur L'abbé que l'on connaît célèbre pour cet instrument de les examiner. C'est par son approbation que je me suis déterminé à les donner au public de qui je souhaite le même avantage. »

L'opus 31 quant à lui, destiné à la viole de gambe, est un véritable hommage à Marin Marais, revu et corrigé par l'un des amis proches de Boismortier : le parisien Louis de Caix d'Hervelois qui partagera la même adresse, en 1736, que notre lorrain-catalan : « rue du Jour, vis-à-vis le grand Portail St Eustache au cigne de la croix ».
Au sein d'un catalogue de près de 130 recueils répertoriés, contenant assez de « paillettes pour former un lingot », toujours selon Laborde, la force de Boismortier, en ce XVIIIe siècle fortement concurrentiel, fut de composer avec une variété de ton exemplaire. Peu d’instruments échappèrent à sa plume et presque aucune forme musicale ne lui fut ignorée. On compte ainsi dans son catalogue, des œuvres pour flûte traversière bien évidemment, flûte à bec, hautbois, violon, violoncelle, viole de gambe, musette, vielle à roue, basson, par-dessus de viole, clavecin sous forme de suites, sonates, duos, trios, quatuors, quintettes et concertos les plus divers. Poussant l’art et la manière à un degré rarement égalé, Boismortier sut également marier les timbres et mélanger les sonorités au sein de ces formes. La musique vocale retint de même toute son attention puisqu’il composa cinq opéras, six petits motets, quatre grands motets, deux cycles de quatre cantates françaises, un recueil de cantatilles et surtout près de quatorze volumes d’airs à une ou plusieurs voix.

### Dernières œuvres: des opéras
Dès 1736 en effet, pour plus de reconnaissance, il monte à l'assaut de l'Académie Royale de Musique avec son opéra Les Voyages de l'amour (créé le 3 mai 1736), dédié au directeur, le Comte de Clermont, sorte de vaste fresque « à la Watteau » dont l'échec relatif le fait cependant temporiser. Il fréquente les salons parisiens, fait la connaissance de Rameau, Mondonville et la horde des novateurs ce qui le pousse à composer ses pièces de clavecin. Tout naturellement, les portes du Concert Spirituel s'ouvrent à lui. Il y donnera plusieurs œuvres dont le fameux motet à grand chœur, Fugit Nox (1er novembre 1741), repris chaque année pendant plus de vingt ans et mêlé agréablement de noëls catalans fort typiques (San Josep fa bugada). L'Avant Coureur de 1763 (p. 13) y voyait un chef-d'œuvre de combinaison et d'ensemble tandis que le Journal de Musique de 1770 (p. 49) le décrivait : « entremèlé de noëls avec beaucoup de goût et d'adresse. L'effet est agréable, surtout lorsqu'on songe au goût qui régnait dans la musique quand cet ouvrage a été fait. »
Il réitérera l'expérience avec succès cette fois, en donnant Don Quichotte, en 1743, sur un livret de Favart et inspiré de Cervantès, sorte de farce dans laquelle Sancho échappe de peu à un « monstre en furie » et se réfugie dans les jardins d'une duchesse imaginaire en laquelle de nombreux  musicologues voient la duchesse du Maine chez qui Boismortier avait brillé quelque vingt années plus tôt. Prédestiné aux sujets légers, Monsieur Bodin exercera également et directement ses talents de chef d'orchestre à la Foire Saint Laurent en 1744 puis à la Foire Saint Germain l'année suivante.

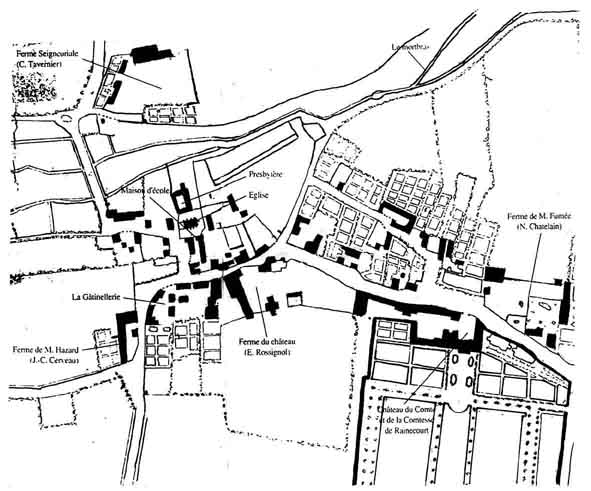
Plan d'Intendance de Roissy-en-Brie.

Enfin, ultime œuvre du catalogue, Daphnis et Chloé, pastorale en trois actes sur un livret de Pierre Laujon, sera représentée pour la première fois le jeudi 28 septembre 1747 puis reprise à la scène le jeudi 4 mai 1752, pour 12 représentations. 

« J'avais dit, dans une de mes lettres à Monseigneur, que je devais donner les Quatre Parties du Monde, poème de M. le Roi, mais les Italiens, qui ont pris le dessus à l'Opéra m'ont réduit à la retraite. »

Boismortier, dans cette seule lettre autographe qui nous soit restée de lui, nous donne les raisons de son retrait de la vie musicale : la Querelle des Bouffons. 
Vers 1753, il se retire dans sa propriété de La Gâtinellerie, acquise quelques années plus tôt, où il meurt en 1755. Il y est enterré, dans la nef de l'église de Roissy-en-Brie. Son épouse reviendra rue Saint-Antoine à Paris et vendra la propriété. Ses filles continueront à gérer les nombreuses rééditions à succès des œuvres de leur père jusqu'en 1771. Elles demeuraient rue Percée, face à l'église Saint-Paul-Saint-Louis.

## Discographie partielle
- Par l'ensemble Concert Spirituel d'Hervé Niquet :
  - Don Quichotte chez la Duchesse (Naxos, 1996)
  - Daphnis et Chloé (Glossa, 2002)
  - Motet à grand chœur Exaudiat te domine couplé à ses six petits motets
  - Sonates pour basses (Glossa 2004)
  - les pièces de clavecin, des concertos champêtres et les concertos à cinq flûtes etc.
- Duos de flûte et pièces à flûte seule (Stéphan Perreau & Benjamin Gaspon) pour Pierre Vérany
- Concertos à cinq flûtes (Barthold Kuijken, Marc Hantaï et al.) chez Accent
- Sonates op. 91 pour flûte et clavecin dédiées à Blavet (par Franck Theuns et Les Buffardins)
- Suites et duos pour viole (Jay Bernfeld)
- Six sonates pour violoncelle et basse continue (par Philippe Lenoir, Geneviève Begou et Philippe Lehrmann, 1991)
- Six duos pour flûte et violon "en accords" op.51 Grégoire Jeay, traverso, Olivier Brault, violon, chez ATMA
- Les Voyages de l'amour, opéra ballet en un prologue et 4 actes, avec l'Orfeo Orchestra et le Purcell Choir, sous la direction de György Vashegyi (2 CD chez Glossa 2020).